# Dème d'Arrianá
Le dème d'Arrianá (grec moderne : Δήμος Αρριανών) est un dème et une petite ville de la périphérie de Macédoine-Orientale-et-Thrace en Grèce. Le dème actuel est issu de la fusion en 2011, dans le cadre du programme Kallikratis, entre les dèmes d'Arrianá, de Fillýra, de Kéchros et d'Orgáni.
Selon le recensement de 2021, la population du dème compte 14 905 habitants tandis que celle de la ville s'élève à 1 112 habitants.
La ville d'Arrianá est le siège du dème.